# Leptochiloides arizonae
Leptochiloides arizonae är en stekelart som beskrevs av Richard Mitchell Bohart 1940. Leptochiloides arizonae ingår i släktet Leptochiloides och familjen Eumenidae. Inga underarter finns listade i Catalogue of Life.